# Lapsus
Lapsus (latin, 'fel', 'förbiseende')  är  misstag beroende på förbiseende eller vårdslöshet, slarvfel. Felskrivning kallas lapsus calami (av calamus ,"penna") som betyder stavfel. Lapsus linguae  (av lingua ’tunga’, ’språk’) innebär felsägning och att man ”snavar” på ordet  samt lapsus memoriae  (av memoria,  ’minne’) har betydelsen  minnesfel. 
Ordet ingår i svenskan sedan år 1842.